# 雷恰角半岛

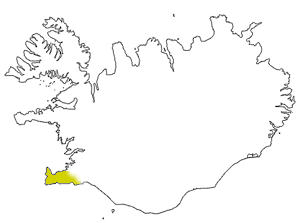
雷恰角半岛在冰岛的位置

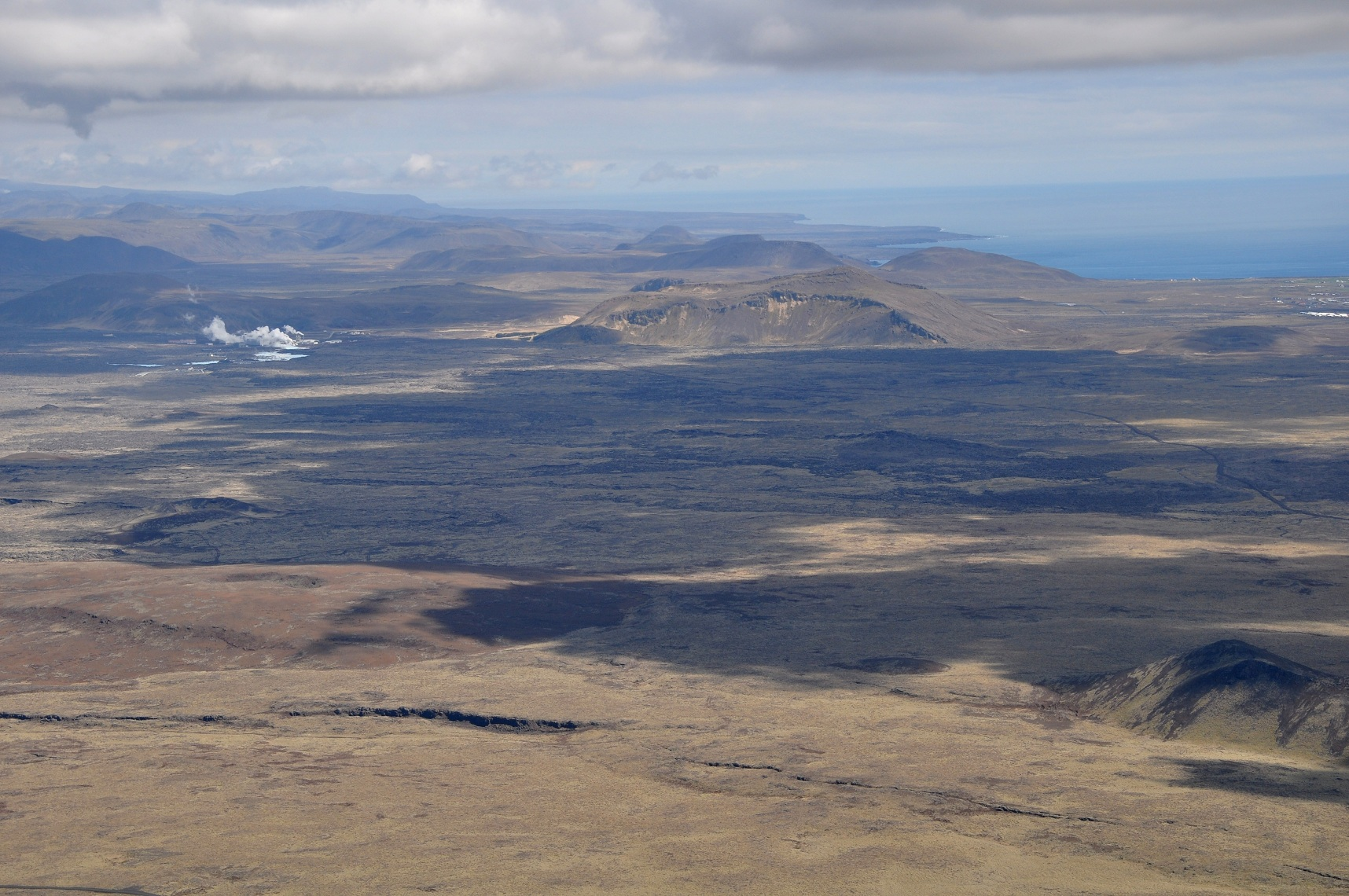
半岛上的岩溶地貌

雷恰角半岛，又译为雷克雅内斯半岛，位于冰岛西南端，北临法赫萨湾，南濒埃拉巴卡湾，半岛多熔岩地貌和温泉。首都雷克雅未克位于半岛东北部。2020年和2021年期间，雷恰角半岛出現大量火山活动。